# Scandinavian Cup w biegach narciarskich 2013/2014
Scandinavian Cup w biegach narciarskich 2013/2014 to kolejna edycja tego cyklu zawodów. Rywalizacja rozpoczęła się 13 grudnia 2013 w fińskim Vuokatti, a zakończyła 23 lutego 2014 w estońskim Otepää.
Obrończynią tytułu wśród kobiet była Norweżka Kari Vikhagen Gjeitnes, a wśród mężczyzn Norweg Tomas Northug.

## Kalendarz i wyniki

### Kobiety
| Lp  | Data            | Miejscowość | Dystans              | 1. miejsce              | 2. miejsce              | 3. miejsce              |
| --- | --------------- | ----------- | -------------------- | ----------------------- | ----------------------- | ----------------------- |
| 1.  | 13 grudnia 2013 | Vuokatti    | Sprint s. klasycznym | Kathrine Rolsted Harsem | Barbro Kvaale           | Magdalena Pajala        |
| 2.  | 14 grudnia 2013 | Vuokatti    | 10 km s. klasycznym  | Kathrine Rolsted Harsem | Julia Svan              | Laura Mononen           |
| 3.  | 15 grudnia 2013 | Vuokatti    | 10 km s. dowolnym    | Marthe Kristoffersen    | Kathrine Rolsted Harsem | Evelina Settlin         |
| 4.  | 4 stycznia 2014 | Skellefteå  | 10 km s. klasycznym  | Charlotte Kalla         | Stina Nilsson           | Jonna Sundling          |
| 5.  | 5 stycznia 2014 | Skellefteå  | Sprint s. dowolnym   | Charlotte Kalla         | Sofia Bleckur           | Jennie Oeberg           |
| 6.  | 6 stycznia 2014 | Skellefteå  | 15 km s. dowolnym    | Charlotte Kalla         | Marthe Kristoffersen    | Ragnhild Haga           |
| 7.  | 7 lutego 2014   | Meråker     | 10 km s. dowolnym    | Martine Ek Hagen        | Maria Rydqvist          | Ragnhild Haga           |
| 8.  | 8 lutego 2014   | Meråker     | Sprint s. klasycznym | Hanna Falk              | Kathrine Rolsted Harsem | Evelina Settlin         |
| 9.  | 9 lutego 2014   | Meråker     | 20 km s. klasycznym  | Sofia Bleckur           | Martine Ek Hagen        | Laura Mononen           |
| 10. | 19 lutego 2014  | Madona      | Sprint s. dowolnym   | Jennie Oeberg           | Kari Vikhagen Gjeitnes  | Magdalena Pajala        |
| 11. | 20 lutego 2014  | Madona      | 10 km s. dowolnym    | Martine Ek Hagen        | Maria Rydqvist          | Marthe Kristoffersen    |
| 12. | 22 lutego 2014  | Otepää      | Sprint s. klasycznym | Hanna Falk              | Magdalena Pajala        | Kathrine Rolsted Harsem |
| 13. | 23 lutego 2014  | Otepää      | 10 km s. klasycznym  | Kathrine Rolsted Harsem | Marika Sundin           | Magdalena Pajala        |

### Mężczyźni
| Lp  | Data            | Miejscowość | Dystans              | 1. miejsce              | 2. miejsce              | 3. miejsce             |
| --- | --------------- | ----------- | -------------------- | ----------------------- | ----------------------- | ---------------------- |
| 1.  | 13 grudnia 2013 | Vuokatti    | Sprint s. klasycznym | Emil Iversen            | Ari Luusua              | Sindre Bjørnestad Skar |
| 2.  | 14 grudnia 2013 | Vuokatti    | 15 km s. klasycznym  | Simen Østensen          | Emil Iversen            | Mathias Rundgreen      |
| 3.  | 15 grudnia 2013 | Vuokatti    | 15 km s. dowolnym    | Emil Iversen            | Martin Johansson        | Didrik Tønseth         |
| 4.  | 4 stycznia 2014 | Skellefteå  | 15 km s. klasycznym  | Emil Jönsson            | Juho Mikkonen           | Teodor Peterson        |
| 5.  | 5 stycznia 2014 | Skellefteå  | Sprint s. dowolnym   | Eldar Rønning           | Lars Nelson             | Emil Jönsson           |
| 6.  | 6 stycznia 2014 | Skellefteå  | 30 km s. dowolnym    | Simen Østensen          | Eldar Rønning           | Emil Iversen           |
| 7.  | 7 lutego 2014   | Meråker     | 15 km s. dowolnym    | Simen Østensen          | Simen Andreas Sveen     | Carl Quicklund         |
| 8.  | 8 lutego 2014   | Meråker     | Sprint s. klasycznym | Sondre Turvoll Fossli   | Tomas Northug           | Emil Nyeng             |
| 9.  | 9 lutego 2014   | Meråker     | 30 km s. klasycznym  | Simen Østensen          | Daniel Myrmæl Helgestad | Simen Andreas Sveen    |
| 10. | 19 lutego 2014  | Madona      | Sprint s. dowolnym   | Håvard Solås Taugbøl    | Pål Trøan Aune          | Matias Strandvall      |
| 11. | 20 lutego 2014  | Madona      | 15 km s. dowolnym    | Daniel Myrmæl Helgestad | Martin Johansson        | Mathias Rundgreen      |
| 12. | 22 lutego 2014  | Otepää      | Sprint s. klasycznym | Ari Luusua              | Carl Quicklund          | Toni Ketelä            |
| 13. | 23 lutego 2014  | Otepää      | 20 km s. klasycznym  | Algo Kärp               | Ari Luusua              | Øyvind Moen Fjeld      |

## Klasyfikacje
| Lp. | Zawodnik                | Punkty |
| --- | ----------------------- | ------ |
| 1.  | Kathrine Rolsted Harsem | 765    |
| 2.  | Martine Ek Hagen        | 471    |
| 3.  | Marthe Kristoffersen    | 455    |
| 4.  | Magdalena Pajala        | 440    |
| 5.  | Jennie Oeberg           | 427    |
| 6.  | Laura Mononen           | 366    |
| 7.  | Mari Eide               | 361    |
| 8.  | Marika Sundin           | 352    |
| 9.  | Charlotte Kalla         | 300    |
| 10. | Hanna Falk              | 292    |

| Lp. | Zawodnik                | Punkty |
| --- | ----------------------- | ------ |
| 1.  | Simen Østensen          | 574    |
| 2.  | Daniel Myrmæl Helgestad | 405    |
| 3.  | Emil Iversen            | 385    |
| 4.  | Carl Quicklund          | 311    |
| 5.  | Ari Luusua              | 309    |
| 6.  | Martin Løwstrøm Nyenget | 308    |
| 7.  | Sindre Bjørnestad Skar  | 281    |
| 8.  | Mathias Rundgreen       | 245    |
| 9.  | Martin Johansson        | 228    |
| 10. | Vegard Bjerkreim Nilsen | 220    |